# Oltza
Oltza är en ort i Spanien.   Den ligger i provinsen Provincia de Navarra och regionen Navarra, i den nordöstra delen av landet, 300 km nordost om huvudstaden Madrid. Oltza ligger 420 meter över havet och antalet invånare är 1 326.
Terrängen runt Oltza är kuperad åt nordväst, men åt sydost är den platt.Runt Oltza är det ganska glesbefolkat, med 25 invånare per kvadratkilometer. Närmaste större samhälle är Pamplona, 10,7 km öster om Oltza. Trakten runt Oltza består till största delen av jordbruksmark.